# Vioolsonate nr. 10 (Beethoven)

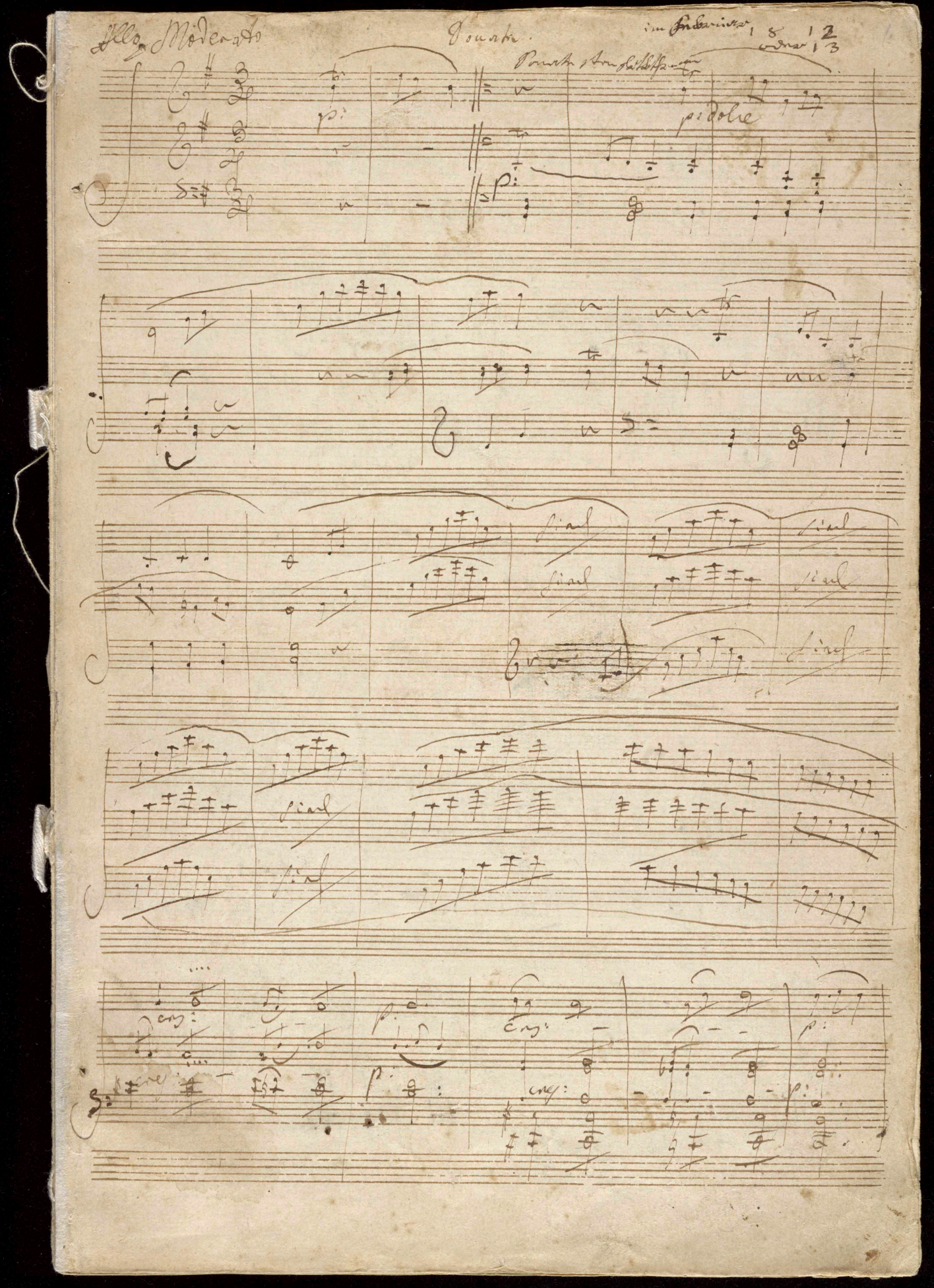
Eerste pagina van Beethovens manuscript

De vioolsonate nr. 10 in G-groot, opus 96, werd in 1812 geschreven door Ludwig van Beethoven. Het werk werd gepubliceerd in 1816 en is opgedragen aan aartshertog Rudolf van Oostenrijk, leerling, mecenas en goede vriend van Beethoven, aan wie hij meer composities heeft opgedragen. Rudolf verzorgde ook de première, samen met violist Pierre Rode.

## Structuur
Het werk bestaat uit vier delen:
1. Allegro moderato (in G-groot)
2. Adagio espressivo (in Es-groot)
3. Scherzo: Allegro - Trio (in g-klein, Trio in Es-groot, met een slot in G-groot)
4. Poco allegretto (in G-groot)

Een uitvoering van het stuk duurt ongeveer 25 tot 30 minuten.

## Analyse
Beethoven schreef het laatste deel met de stijl van Pierre Rode in gedachten. Kort voor hij het werk voltooide, schreef Beethoven aan Rudolf: “… ik heb me niet gehaast in het laatste deel. Ik wilde punctueel zijn, temeer daar ik bij het componeren de speelstijl van Rode in acht moest nemen. In onze laatste delen houden we van snelle en klinkende passages, maar R houdt hier niet van en - dit houdt me enigszins tegen." Ten gevolge daarvan werd de finale een reeks van zeven variaties op een thema, gevolgd door een bondig coda.
Het stuk is wel omschreven als het lieflijkste van Beethovens vioolsonates, met een "kalme, etherische schoonheid" en "een zoektocht voor musici". Alles moet goed zijn, vanaf de allereerste triller. Die triller is een integraal onderdeel van het eerste thema.
- Bibliothèque nationale de France: cb14844532w (data)
- Gemeinsame Normdatei: 300017154
- Library of Congress Control Number: no91029537
- MusicBrainz work: 70c541fc-4cc7-31da-aa44-4b8766f0ff19
- Nationale Bibliotheek van Israël: 987007459724005171